# Superstition (låt)
Superstition är en låt av Stevie Wonder från albumet "Talking Book" som släpptes 1972 på skivbolaget Motown. Med låten kom han att få sin första singeletta på Billboardlistan sedan 1963 års "Fingertips". Texten handlar om vidskepelse och vad det kan leda till.
Den var från början skriven till Jeff Beck och han kom också några månader senare att släppa en version med gruppen Beck, Bogert & Appice. Stevie Ray Vaughan har gjort en känd cover på låten som finns med på hans album Live Alive, och den släpptes även på singel. "Superstition" finns även med på Quincy Jones album I Heard That! som gavs ut år 1976.
Magasinet Rolling Stone har listat Wonders version på plats 73 i listan The 500 Greatest Songs of All Time.

## Listplaceringar
- Billboard Hot 100, USA: #1[2]
- UK Singles Chart, Storbritannien: #11[3]
- Tyskland: #21[4]
- Nederländerna: #10[5]